# آسوار
آسوار (به لاتین: Āsoār) یک منطقهٔ مسکونی در بنگلادش است که در ناحیه باریسال واقع شده‌است.